# Tortellini
Tortellini er en type ring-formet pasta, der oprindeligt stammer fra den italienske region Emilia (særligt i Bologna og Modena). Traditionelt er de fyldt med en blanding af kød (svinekød, rå prosciutto, mortadella), Parmigiano Reggiano-ost, æg og muskatnød og sereveres i kapun-fond (in brodo di cappone).
I det område, hvor de stammer fra, bliver de normalt solgt friske eller hjemmelavede. Industrielt fremstillede, tørrede eller frosne tortellini kan købes mange steder i verden, særligt i områder med store italienske samfund.